# Steinbruch Sulzbach
Der Steinbruch Sulzbach ist ein am 7. Dezember 1981 vom Regierungspräsidium Karlsruhe durch Verordnung ausgewiesenes Naturschutzgebiet auf dem Gebiet der Stadt Weinheim im Rhein-Neckar-Kreis.

## Lage
Das 2,4 Hektar große Schutzgebiet liegt etwa 300 m östlich des Stadtteils Sulzbach an einem westexponierten Hang des Sulzbergs. Es gehört zum Naturraum Bergstraße und zur geologischen Einheit des Weschnitzplutons.

## Schutzzweck
Wesentlicher Schutzzweck des Naturschutzgebiets ist laut Verordnung „die Erhaltung und Sicherung artenreicher, thermophiler Pflanzengesellschaften der Trockenrasen, der Halbtrockenrasen sowie der wärmeliebenden Saumgesellschaften als Bindeglied zwischen den Trocken- und Halbtrockenrasen des Baulandes und des Rhein-Hessischen Bereiches [und] der heimischen Tierwelt, insbesondere der wärmeliebenden Insekten dieses Lebensraumes.“

## Landschaftscharakter
Der ehemalige Granit-Steinbruch ist größtenteils von einem Sukzessionswald bedeckt. In Teilbereichen gibt es noch offene Lichtungen mit Magerrasen. Die Abbauwände des Steinbruchs sind etwa 15 m hoch und 50–60 m lang. Ungefähr in der Mitte liegt ein kleiner Einzelfels.

## Zusammenhängende Schutzgebiete
Das Gebiet liegt eingebettet in das Landschaftsschutzgebiet Bergstraße-Nord und ist Teil des FFH-Gebiets Weschnitz, Bergstraße und Odenwald bei Weinheim. Es liegt außerdem im Naturpark Neckartal-Odenwald.